# Mitrofan al II-lea, Mitropolit al Ungrovlahiei
Mitrofan al II-lea a fost unul din mitropoliții Ungrovlahiei, aflat în funcție între 1716 și 1719, după  Antim Ivireanul și înaintea lui Daniil al II-lea.